# Nowyje Lapsary
Nowyje Lapsary (russisch Новые Лапсары, tschuwaschisch Ҫӗнӗ Лапсар) ist eine Siedlung (possjolok) in der Republik Tschuwaschien in Russland mit 6955 Einwohnern (Stand 14. Oktober 2010).

## Geographie
Der Ort gehört zum Stadtkreis der Republikhauptstadt Tscheboksary und liegt etwa 9 km südlich von deren Zentrum und dem rechten Ufer der Wolga (dort angestaut zum Tscheboksarsker Stausee).

## Geschichte
Nowyje Lapsary („Neu-Lapsary“) wurde 1970 unmittelbar westlich des Dorfes Lapsary gegründet. Die Plattenbausiedlung wurde 1983 der Verwaltung des Stadtsowjets von Tscheboksary unterstellt und erhielt zugleich den Status einer Siedlung städtischen Typs. Seit der Verwaltungsreform 2006 ist Nowyje Lapsary als ländliche Siedlung eingestuft.

### Bevölkerungsentwicklung
| Jahr | Einwohner |
| ---- | --------- |
| 1989 | 5691      |
| 2002 | 7655      |
| 2010 | 6955      |

Anmerkung: Volkszählungsdaten

## Verkehr
Unmittelbar nördlich von Nowyje Lapsary führt die föderale Fernstraße M7 Wolga von Moskau über Kasan nach Ufa vorbei, die auf diesem Abschnitt das Zentrum von Tscheboksary südlich umgeht. Die Siedlung ist an das Stadtbusnetz von Tscheboksary angeschlossen.
Nordwestlich der Siedlung befindet sich der Güterbahnhof Tscheboksary-2 an der Strecke von Kanasch nach Tscheboksary. Dort zweigt eine nur dem Güterverkehr dienende Strecke nach Nowotscheboksarsk ab.